# Symphonie no 71 de Joseph Haydn

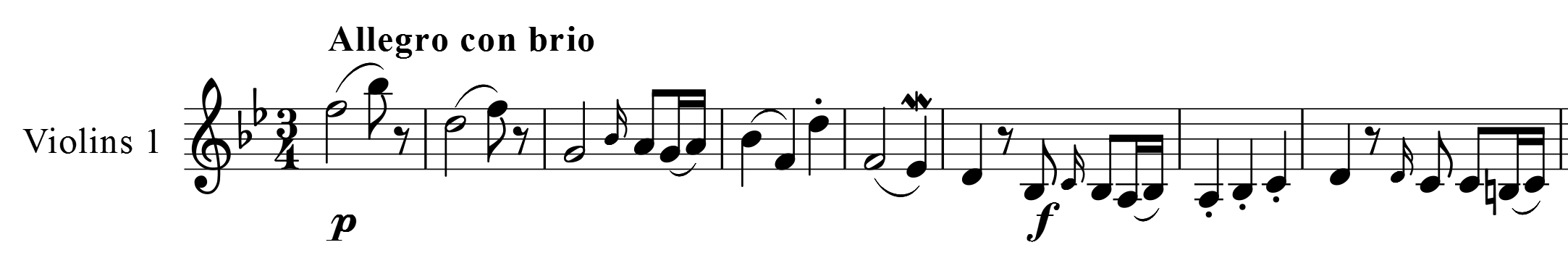
Partition

La Symphonie no 71 en si bémol majeur Hob. I:71 est une symphonie du compositeur autrichien Joseph Haydn. Composée en 1780, l'œuvre, d'une durée approximative de 32 minutes comporte quatre mouvements : Adagio - Allegro, Adagio, Menuet et Vivace.

## Instrumentation
- Une flûte, deux hautbois, un basson, deux cors, cordes.